# Réserve naturelle régionale du Pourra - Domaine du Ranquet
La réserve naturelle régionale du Pourra - Domaine du Ranquet (RNR324) est une réserve naturelle régionale située en Provence-Alpes-Côte d'Azur. Classée en 2020, elle occupe une surface de 315,29 hectares et protège l'Étang du Pourra et la périphérie de l'Étang de Citis.

## Localisation

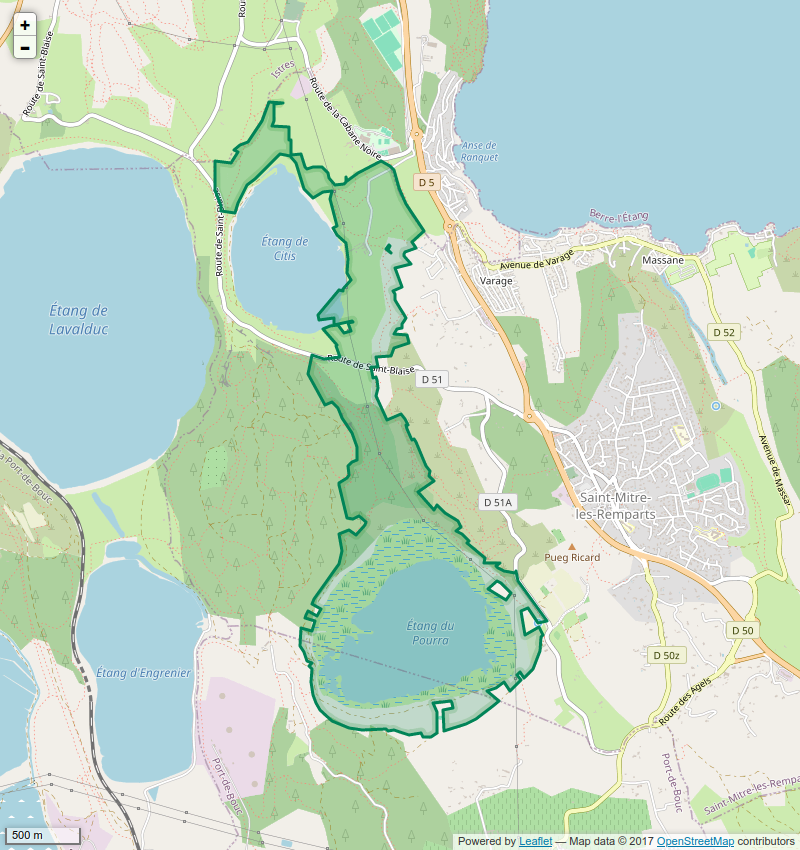
Périmètre de la réserve naturelle.

Le territoire de la réserve naturelle est dans le département des Bouches-du-Rhône, sur les communes de Port-de-Bouc et Saint-Mitre-les-Remparts.

## Administration, plan de gestion, règlement

### Outils et statut juridique
La réserve naturelle a été créée par une délibération du Conseil régional du 6 mars 2020.